# Conaea gracilis
Conaea gracilis är en kräftdjursart som först beskrevs av James Dwight Dana.  Conaea gracilis ingår i släktet Conaea och familjen Oncaeidae. Inga underarter finns listade i Catalogue of Life.